# بوركو يالا
بوركو يالا هي محافظة تابعة لإقليم بوركو في تشاد. تم إنشاؤها بموجب الأمر رقم 002 / PR / 08 المؤرخ 19 فبراير 2008. المدينة الرئيسية هي كيرديمي.

## التقسيمات
محافظة بوركو يالا تنقسم إلى محافظات فرعية:
- كيرديمي
- ياردا.

## الإدارة
مدير:
محافظو بوركو يالا (منذ 2008):
- 9 أكتوبر 2008: Choua Hemchi.[5]